# TAROMAN 岡本太郎式特撮活劇
『TAROMAN 岡本太郎式特撮活劇』（タローマン おかもとたろうしきとくさつかつげき）は、NHK教育テレビジョンで2022年7月19日（18日深夜）から7月30日（29日深夜）まで、平日深夜クロージング直前の枠で全10話が放送された特撮テレビドラマである。タローマンは作中に登場する巨人の名称でもある。

## 概要
本作品は映像作家・クリエイティブディレクターの藤井亮によって制作されたもので、「1970年代に放送された巨大ヒーロー物の特撮作品の現存映像」という体裁のもと、岡本太郎の作品や言葉をモチーフとして制作された特撮番組およびモキュメンタリーである。特撮パートをメインに、番組終盤には幼少期に本作品の放送を視聴していた『タローマン』マニアという体裁（フィクション設定）で山口一郎（サカナクション）のインタビューパート「TAROMANと私 山口一郎、TAROMANを語る。」が挿入される。山口は「当時の各種グッズ」にまで言及し、当時出演していたという子役も登場するが、これらも架空のものである。
もともとはNHK・NHKエンタープライズが主催者として参加する『展覧会　岡本太郎』大阪展（2022年7月23日 - 10月2日、大阪中之島美術館）のプロモーション用の企画であった。展覧会のプロモーション番組がドキュメンタリーなどではなくこのようなスタイルを取った点については、岡本のドキュメンタリーやドラマには「先行の名作がある」ことが理由だったという。監督の藤井亮は取材に対して「（引用者注：岡本太郎の）あのスケールの大きさと衝撃を表現するには、巨大なものが暴れる特撮映像が一番いいのでは」と着想したとコメントしている。制作に際しては実際に1970年代の特撮番組を手がけてきた円谷プロダクションに意見協力を求めたり、あえて現在は使用しない撮影技法を用いたりしている。映像自体も一度ビデオデッキを経由してエイジングを施している。
2025年4月24日、劇場版『大長編 タローマン 万博大爆発』を8月22日に公開することを発表。

## 登場キャラクター

### タローマン
| 若い太陽の塔 |  | 太陽の塔 |
| 若い太陽の塔 |  | 太陽の塔 |

シュールレアリスム星出身の巨人。岡本太郎の思想を反映したシュールででたらめな行動で奇獣と対決する。真剣に遊び、自己模倣を憎み、他人の評価を気にしない。その行動に対して善悪の概念はないため、人類や地球の味方であるとは必ずしも限らない（そのため「巨大ヒーロー」ではなく「巨人」である）。
頭部のタローマスクは「若い太陽の塔」が、身体の赤いタローラインは「太陽の塔」がモチーフ。

#### タローマンの能力
タローマンはでたらめ拳法の使い手であり、108の技を持っており、その一部を紹介する。
芸術は爆発だ！
タローマンの必殺技。タローマンが秘めている芸術エネルギーを解き放ち、宇宙に向かって無条件に存在を開くことが出来る技。これを食らった相手はその存在ごと昇華されていく（受けた相手は7色の絵の具のようなカラフルなビームを放ち昇華四散する）。
コントルポアン
手の先から高出力の波動を繰り出す技。
緊縛光線
第9話（第4話）でビルに自分をくくりつけるために使用。
明日の神話、千手、雷人
第30話（第10話）で使用する技。3つの技が合わさって、「太郎」という文字の形になり太陽の塔に直撃した。
他にも、切り裂き観覧車、切断チョップ、タローマンキック、タローマンパンチ、ビルなぐり、円盤投げ、電車ヌンチャク、自分の中の毒を撃て、タワー串刺し、タローナイフ、人質スマッシュ、吸い込みなどの技を持つ。

#### タローマンでたらめ8兄弟
タローマンを含む血の繋がりはない8人の巨人。タローマンの他にタローマン2号、「死の灰」がモチーフのタローマン・死、タローマン・灰、「地底の太陽」タローマン・アンダーグラウンド、「悲しい動物」タローマン・サッド、「顔の時計」タローマン・タイム、「黒い太陽」ブラックタローマンが含まれる。また、彼らの父を名乗る、岡本太郎の父岡本一平の墓碑になった作品「顔」がモチーフのタローマン・フェイスが存在する。

### 地球防衛軍(CBG)
地球を危機から守るための特殊防衛組織。本部は東京にあり、岡本太郎が若い頃留学していたフランスと「明日の神話」を製作したメキシコに支部がある。劇中に登場するのは対奇獣部隊（TKB）の東京部門（TKB）。設定のみで実放送未登場のメンバーや乗り物も存在する。

#### メンバー
各登場人物の演者の代表作、生没年月日は、いずれも架空設定によるもの（ただし、演者は実在する）。

##### CBG-TKB-TKB（地球防衛軍・対奇獣部隊・東京部門）
隊長
地球防衛軍対奇獣部隊東京部門の隊長。56歳で、50歳の時に前任隊長の定年退職に伴い隊長に昇進した。ヘルニアを患っており、普段は予算確保のために上層部に根回しを行うなど奔走している。第26話で奇獣軍団と直接戦闘し、足を負傷する。
演じたのは『ホットパンツ刑事』『ホットパンツ先生』などの代表作がある森野忠晋（1916年11月20日-2000年12月2日）。
新人隊員
最近入隊したばかりの若い男性隊員。あまり喋らず、真面目そうだが任務をサボることもある。女性に人気がある。
オープニングにも登場するが、作中でも登場シーンが少なく、セリフが一切ない。これは、巨大ロボット「パッション・バッファロー」の操縦士という設定だったのだが、「パッション・バッファロー」の着ぐるみが撮影直前に盗難に遭い、脚本を変更して出番が激減したためである。
風来坊
第1話のラストに初登場し、第2話で地球防衛軍に突如現れた無国籍風の男。その後、地球防衛軍の隊員として迎えられる。鞭を武器に戦う。「お知らせの窓辺」では、「今日の鞭」という番組を視聴していることが明らかになった。
見た目はカウボーイだが、その正体は未来人によって送り込まれたサイボーグ。未来の地球が奇獣「ラプラス」により壊滅していることを伝えるべく過去の地球にやって来た。脳以外はすべて機械で、第16話でカウボーイハットが開き、中の頭脳が露わにして正体を明かす。その後も1972年の日本に留まったが、体内メインメモリーが故障しているため、自分が機械であることを忘れたりする。第28話では奇獣軍団との戦闘で損傷し、第29話で「芸術は爆発だ」回路を取り付けて立ち向かう。
演じたのは、『カラテ風来坊』シリーズや『フィクサー』の代表作がある川端英司（1934年5月22日-2020年7月3日）。
マミ隊員
地球防衛軍対奇獣部隊東京部門の紅一点。冷静にアドバイスをするのが得意。第6話で奇獣に吸い込まれたり、第15話でタローマンに惑星ゲルダに拉致され奇獣「見つめ合う愛」に攻撃されるなど、奇獣の被害によく遭う。
演じたのは、『熱と像』『恋のデスペラード』などの代表作がある小笠原皆香（1947年3月29日- ）。パイロット番組『太陽仮面サンタワー』にも丹下博士の娘であるマミ役で出演した。
中年隊員
よくだらけている中年の男性隊員。第4話（第2話）ではバンドの若者に空缶を投げつけるサラリーマンとして登場したが、奇獣「歓喜」に襲われかけた時の地球防衛軍の活躍を見て、自分も入隊した。平和主義者で、第26話の奇獣軍団との直接戦闘では、恐怖のあまり逃亡する。実家はパン店で、第20話（第7話）では実家が売り出したタローマンパンの売り子をしている。彼のみ、ヘルメットが作業用の安全帽である。
少年隊員
9歳でIQが200ある天才少年。拉致された際に超能力に目覚め、目から虹色のスペクトル光線を放つことができるようになった。さらに、マッハ3で空を飛ぶことができる。第8話で入隊試験に挑み、一度は「勝ちゃいいという精神。そんなものはないほうがいい」と隊長に言われ不合格となったが（そのため次話の第9話（第4話）冒頭で駄々をこねている）、親の許可を得たことを含む何らかの理由で特別に入隊した。第10話では功を焦ってマンダラ団に捕まったり、第17話で河童星人にテレパシーで脅されるなど、たびたびピンチに陥る。第19話では、先祖である縄文人が登場する。
演じたのは、当時子役だった北村直大。関連グッズのコマーシャルにも出演したほか、「タローマンと私」や関連書籍にも老齢となった姿で出演した。

#### 奇獣研究調査部
高津博士
地球防衛軍の奇獣調査研究部の主任。父親が経営するテレビ高津（TKT）のニュース番組にも解説者として出演し「奇獣博士」として知られる。奇獣のほかにもエネルギーやロボットにも詳しく、第27話では「重工業」をロボット奇獣「重工業T（TAKATSU）」に改造する。

#### 五里博士
高津博士の友人で、地球防衛軍開発部のメカニック担当。容姿や性格はややゴリラに似ており、メカが壊されたり乱暴に扱われると胸をたたいて怒る。助手に、常識人間回路を搭載した女性アンドロイド「リセ」がいる。書籍で紹介された姿は、白衣の人物にゴリラの顔写真を合成した写真だった。

#### ビッグ4
CBGの中でも特に戦闘に優れた4人の隊員を、敬意を込めてこう呼ぶ。28話にて軍隊奇獣「トランプ」と戦い殉職。
ディエゴ隊長“ウォール”
ビッグ4のリーダー的な人物であり、天才策略家。名前の由来はメキシコ壁画界の巨匠ディエゴ・リベラ。
ジョルジュ隊員“エロス”
イケメンでCBG1のプレイボーイ。狙撃のプロ。名前の由来はジョルジュ・バタイユ。
ハナダ隊員“ゴロツキ”
どんな乗り物でも乗りこなすが、よく壊す。名前の由来は「ゴロツキの弁」の著者花田清輝。
若い夢隊員“ヤング”
作品「若い夢」の顔をしており、CBGイチの硬さを誇る。変装の名人だが、硬さは変わらないのでよくバレる。

#### その他のキャラクター
鷲野社長と部下
鷲野ビルなどのビルや土地を各地に所有する鷲野グループの社長と部下。ほぼ毎回のようにタローマンがビルを破壊するため、その都度「わしのビルがー!」「社長ー!」と悲鳴を上げる。
社長を演じたのは、タローマンのスポンサーだった総合商社鷲野グループの社長鷲野蛭賀（当時64歳）。岡本太郎の大ファンで、若いころ役者志望だったことから出演を快諾した。タローマンの関連グッズも、鷲野食品や鷲野繊維、ワシノノートなどの鷲野グループの企業から発売された
勝又常吉
テレビ高津のニュース番組「昼の会」（岡本太郎らが創設した「夜の会」が元）のキャスター。常識的な人物であり、過去の事例などに基づいて物事を考える傾向がある。第9話（第4話）のラストで話していた女性とともにタローマンの犠牲となった。

### 奇獣

午後の日
こどもの樹

1970年代初頭に突如地球に現れるようになった怪獣的な存在。宇宙人のような存在も含まれる。作品自体が怪獣的であると評される岡本太郎の作品をキャラクター化した外観（一部の奇獣を除く）・（Mr.ノンと河童星人を除く）作品と同じ名前を有する。
飛行奇獣「森の掟」
体長：35m　体重：500kg　生息地：森　鳴き声：グァオー　スピード：300km/h
空を飛行して街に迫り、電車やビルを破壊して人々に恐怖を与える。なんでも口に入れてしまうが、中はいつもからっぽ。
無籍奇獣「無籍動物」
体長：35cm　体重：25kg
山で迷っているところを風来坊に餌付けされ、ともに行動するようになった。生き別れた親の無籍動物（戸倉ヘルスセンターに設置されていた4mの「無籍動物」。地震で損壊し撤去）を探している。
巨顔奇獣「にらめっこ」
体長：1.7m～48m　体重：120kg～10000t
睨まれた人は動物になってしまう。力をためて成長していき、やがては空へと舞い上がる。
梵鐘奇獣「歓喜」
体長：40m　体重：200000t
侵略奇獣「河童星人」
体長：1.6m　体重：67kg　
地球を侵略するため抽象的でありながら創造的である作戦「アプストラクシオン・クレアシオン」やヒーローはりつけ作戦、銀河法の利用などを行う。他の奇獣をけしかけ、自身は楽して賢く侵略しようと考えている。最期はCBG基地に落下して大爆発、地下の奇獣監獄から脱走した奇獣軍団により日本は滅亡しかける。彼らの「河童熱波」は熱々の温泉の熱光線を浴びせる技で、リウマチや関節痛に効く。また、彼らの河童光線を受けると、河童星人になってしまう。よく登場する3人は河童星人の大幹部で、「河童御三家」と呼ばれ恐れられている。前から見て、右が殺しの専門家・ユキオ、中央が侵略の専門家・テルヒコ、左が謀略の専門家・カズオ。計画を邪魔するタローマンを疎ましく思っているが、タローマンは彼らに興味がない。元になった作品は「河童」または「河童像」または「河童神像」。
予知奇獣「未来を見た」
体長：2.3m～53m　体重：64kg～30000t　
未来スコープによって人々に暗い未来を見せて無気力にさせていた。また、投げ縄や弾丸の軌道を見て避けたりすることもできるが、タローマンのでたらめな行動の意味がわからず狼狽え、さらに未来スコープが壊れてしまったことでタローマンに敗北した。
変化奇獣「変身」
体長：1.8m　体重：72kg　
何にでも姿を変えることができ、よく人に化けて社会に紛れ込んでいるらしい。本来は黄色い蛇のような形。
癇癪奇獣「駄々っ子」
体長：48m　体重：33000t　
街で駄々をこね、「大きな子供のよう」と評された。わざと負けようとするタローマンに困惑する。桃色の犬が近くにいると、機嫌が良くなる。
自然奇獣「石と樹」
体長：44m　体重：6800t
元は自然を司り人々に敬われる奇獣だったが工場の汚水によって突然変異し、凶暴化してしまった。街に毒を撒き散らして自然を破壊する。
高速奇獣「疾走する眼」
体長：22m　体重：385kg　
高速で街を駆け回る。世界中を駆け回って色々な景色を見るのが好き。タローマンと仲が良く、命懸けの鬼ごっこや缶蹴りをしたり、一緒に旅行に行ったりする。
小型奇獣「見つめ合う愛」
体長：30cm　体重：3kg　
惑星ゲルダに生息する。小さく一匹一匹が弱いため集団になって身を守る。合体して大きくなることもできる。
ロボット奇獣（対極奇獣）「重工業」
体長：57m　体重：63000t　
対極エネルギーの研究を進めていた五里博士の研究所に宇宙カプセルが落下、暴走した対極エネルギーによりネギと工場、“五里博士の知性と凶暴性、あらゆる対極するもの同士が四次元対極融合を起こし”生まれた奇獣。とてつもなく強大な力を持つ。
双腕奇獣「赤い手・青い手」
体長：60m　体重：83000t　
鷲野建設の広大な建設予定地から現れ、石油タンクを投げ合ったり、近づいてきたタローマンでボール投げや粘土遊びをしたりするも、食べられて太陽の塔と似た姿になり夕陽に向かって飛んでいった。招かれると呼び込まれてしまう「呼びこみ念力」を使う。
剛腕奇獣「傷ましき腕」
体長：31m　体重：25000t　
有名な画家や作家を誘拐、電磁カプセルに幽閉し、孤独にする。そして、孤独によって生まれた“エネルギーあふれる産物”を食べる。腕相撲はタローマンより強いが、勝つ直前にタローマンが芸術は爆発だを放つという卑怯な戦法により敗北した。実はタローマンより前からシュールレアリズム星に住んでいた。
知能奇獣「午後の日」
体長：2m　体重：660kg　生息地：宇宙　鳴き声：フッフッフ
河童星人の命で、地球侵略の作戦を宇宙船・「ターン・バリーン号」内で考えていた奇獣。宇宙船に乗って小さなチームで行動しているが、実は何万体もの仲間がいる。知識が豊富で、難しい機械を操ることができる。
複眼奇獣「こどもの樹」
体長：65m　体重：64000t　生息地：宇宙　鳴き声：ワアワア
午後の日によって送り込まれようとしていた奇獣。映画「奇獣大集合　タローマン大統領」にも登場。一匹で10人分の強さを持つ。
べらぼう奇獣「太陽の塔」
体長：70m　体重：250000t　生息地：広場　鳴き声：ブウォーン　スピード：20km/h
てっぺんの未来の顔からビームを放ち、腕で木を薙ぎ倒して現れた。他の奇獣とは桁違いのスケールで、破壊されても破片がそれぞれ再生する。
奇獣「未来を招く塔」
映画「奇獣大集合　タローマン大統領」に登場。
奇獣「リボンの子」
映画「奇獣大集合　タローマン大統領」に登場。
奇獣「あしあと」
映画「奇獣大集合　タローマン大統領」に登場。
奇獣「若い泉」（「若い夢」？）
映画「奇獣大集合　タローマン大統領」に登場。午後の日か若い夢か若い泉かわからないが、午後の日はすでに存在し、若い夢もCBGビッグ4隊員として登場しているため「若い泉」と考えられる。
奇獣「犬の植木鉢」
映画「奇獣大集合　タローマン大統領」に登場。奇獣島の正体で、奇獣殺害ミサイルを食べてしまった。
- 午後の日
- こどもの樹

## キャスト

### 声の出演
クレジット上では「ナレーター」となっているが、実際には登場人物の吹替えも担当している。
- 賢太郎（ナレーション、鷲野社長 ほか[45][46]）
- 鹿瀬ハジメ
- アドレナ・リン（駄々っ子、河童星人 ほか[47][48]）
- マザえもん（マミ隊員、少年隊員、疾走する眼 ほか[49]）
- 岡本太郎（タローマンが必殺技『芸術は爆発だ！』を放つ際に、生前の岡本太郎の肉声がそのまま使用されている。その他はスタッフの声による。共にノンクレジット[50]）

### 特撮パート
＊はスーツアクター。一部の出演者は、前述の声優により声が吹き替えられている。※は演者本人の声を使用。
- タローマン：岡村渉＊
- 隊長： 森野忠晋
- 新人隊員：伊達要希
- 風来坊：川端英司※
- マミ隊員： 小笠原皆香
- 中年隊員：べーやん
- 少年隊員：北村直大
- 高津博士：村角太洋※[52][53]
- 司会者（勝又常吉）：旭屋光太郎※[54]
- 鷲野蛭賀社長：堀田マナブ[54]
- 鷲野社長の部下：高見健[54]
- 群衆：中西正
- バンド（第2話）：THE PERRY[54]
- 未来を見た（第3話）：藤本晃世＊
- 学生(健二)(第3話）、痛ましき腕（第8話）＊：逢坂真[54]
- 駄々っ子（第4話)：中村深月＊
- 画家（第5話）：古川輝明[54]
- 作家（第8話）：寺尾毅[54]

### インタビューパート
- タローマンマニア：山口一郎（サカナクション）
- 元少年隊員の北村（第8話）：熊野雅清[55]

（出典）

## スタッフ

### 特撮パート
- 全ての根源：岡本太郎
- プロデューサー：柳本喜久晴
- 撮影：藤本雅也
- 照明：東岡允、西康宏
- 監督補：佐野晴香
- プロダクションマネージャー：富田綾子、川島ローズ
- 特撮美術：石井那王貴（特殊映画研究室）
- 特美助手：橋本卓人、鈴木優太
- 特美見習：岩倉周平
- ミニチュア製作応援：藤野崇志
- 美術：大塚辰哉
- スタイリスト・ヘアメイク：浅井可奈
- 6話背景画：ユミヤオシダ
- ミキサー：辻元良
- SE：勝見康貴
- 編集・合成：奥本宏幸、安田勇真、妻谷颯真
- 監督・脚本・キャラクターデザイン・イラスト・光線アニメーション・小道具：藤井亮

（出典）

## 主題歌・BGM
- 主題歌「爆発だッ！タローマン」（劇中歌でピアノVer.、マーチVer.もある）
- 劇中歌「なんだこれは！（奇獣行進曲A・B）」
- 好かれるヤツほどダメになる（架空の設定）
- 同「なんだこれは！（戦闘序曲）」
  - ことば：岡本太郎
  - 作詞：藤井亮
  - 作曲：林彰人
  - 歌唱：タローマン合唱団[57]

「爆発だッ！タローマン」は、後述の『タローマンヒストリア』でフルバージョンが公開された。
作中に登場する曲は、アルバム「爆発だッ！タローマン」（歌：タローマン合唱団）に収録され、主要な音楽配信サービスでリリースされている。

## 放送リスト
初回放送日については未明時間帯のため、実際の日付に基づいて表記している。編成上では記載された日付の前日扱いとなる。
| 話数 | 初回放送日                 | 放送時刻   | サブタイトル                                 | 登場奇獣・宇宙人                         |
| ---- | -------------------------- | ---------- | -------------------------------------------- | ---------------------------------------- |
| 1    | 2022年 7月19日（18日深夜） | 0:30～0:35 | でたらめをやってごらん                       | 森の掟                                   |
| 2    | 7月20日（19日深夜）        | 0:55～1:00 | 自分の歌を歌えばいいんだよ                   | 歓喜 河童星人                            |
| 3    | 7月21日（20日深夜）        | 1:00～1:05 | 一度死んだ人間になれ                         | 未来を見た                               |
| 4    | 7月22日（21日深夜）        | 0:30～0:35 | 同じことをくりかえすくらいなら、死んでしまえ | 駄々っ子 タローマン2号                   |
| 5    | 7月23日（22日深夜）        | 1:00～1:05 | 真剣に、命がけで遊べ                         | 疾走する眼                               |
| 6    | 7月26日（25日深夜）        | 0:30～0:35 | 美ってものは、見方次第なんだよ               | みつめあう愛 河童星人                    |
| 7    | 7月27日（26日深夜）        | 0:55～1:00 | 好かれるヤツほどダメになる                   | 赤い手 青い手                            |
| 8    | 7月28日（27日深夜）        | 1:00～1:05 | 孤独こそ人間が強烈に生きるバネだ             | 傷ましき腕                               |
| 9    | 7月29日（28日深夜）        | 1:00～1:05 | なま身の自分に賭ける                         | 午後の日 こどもの樹（立体映像） 河童星人 |
| 10   | 7月30日（29日深夜）        | 1:00～1:05 | 芸術は爆発だ                                 | 太陽の塔                                 |

### 全話リスト
設定上は「本放送期間：1972年1月18日 - 8月8日、全30話」のうち現存しているエピソードを放送したものとされている。太字が実際に製作された回。（斜体は次回予告のみ製作された回）
| 話数 | 放送日         | サブタイトル                                 | 登場奇獣・宇宙人                                        |
| ---- | -------------- | -------------------------------------------- | ------------------------------------------------------- |
| 1    | 1972年 1月18日 | でたらめをやってごらん                       | 飛行奇獣 森の掟                                         |
| 2    | 1972年 1月25日 | 無目的に生きる。それがぼくの目的だ           | 巨顔奇獣 にらめっこ                                     |
| 3    | 1972年 2月1日  | ぼくは"幸福反対者"だ                         | 拒否奇獣 座ることを拒否する椅子                         |
| 4    | 1972年 2月8日  | 自分の歌を歌えばいいんだよ                   | 梵鐘奇獣 歓喜                                           |
| 5    | 1972年 2月15日 | 絶望の中に生きることがおもしろい             | 幻影奇獣 赤い兎                                         |
| 6    | 1972年 2月22日 | あなたは何に燃えたいか                       | 誘拐奇獣 露店                                           |
| 7    | 1972年 2月29日 | 一度死んだ人間になれ                         | 予知奇獣 未来を見た                                     |
| 8    | 1972年 3月7日  | 鏡のなかに自分を発見する                     | 変化奇獣 変身                                           |
| 9    | 1972年 3月14日 | 同じことをくりかえすくらいなら、死んでしまえ | 癇癪奇獣 駄々っ子 タローマン2号                         |
| 10   | 1972年 3月21日 | 自分の中に毒を持て                           | 自然奇獣 石と樹                                         |
| 11   | 1972年 3月28日 | たとえ敗れると分かっていても、おのれを貫く   | 友好奇獣 ダンス 伝説奇獣 樹霊                           |
| 12   | 1972年 4月4日  | 真剣に、命がけで遊べ                         | 高速奇獣 疾走する眼                                     |
| 13   | 1972年 4月11日 | 人生は他人を負かすためにあるのではない       | 正義奇獣 水差し男爵 極彩奇獣 青、緑、赤                 |
| 14   | 1972年 4月18日 | マイナスに飛び込め                           | 宇宙奇獣 月の壁                                         |
| 15   | 1972年 4月25日 | 美っていうのは、見方次第なんだよ             | 小型奇獣 みつめあう愛                                   |
| 16   | 1972年 5月2日  | 「いつか」なんて絶対ない                     | 未来奇獣 ラプラス                                       |
| 17   | 1972年 5月9日  | 逃げない、はればれと立ち向かう               | 侵略奇獣 河童星人                                       |
| 18   | 1972年 5月16日 | 捨てる主義のすすめ                           | ロボット奇獣 重工業                                     |
| 19   | 1972年 5月23日 | 芸術は進歩するものではない                   | 古代奇獣 縄文人                                         |
| 20   | 1972年 5月30日 | 好かれるヤツほどダメになる                   | 双腕奇獣 赤い手・青い手                                 |
| 21   | 1972年 6月6日  | 迷ったら、危険な道に賭けるんだ               | 否定奇獣 Mr.ノン                                        |
| 22   | 1972年 6月12日 | あなたは常識人間を捨てられるか               | 侵略奇獣 河童星人 タローマンでたらめ8兄弟               |
| 23   | 1972年 6月20日 | 孤独こそが人間を強烈に生きるバネだ           | 剛腕奇獣 痛ましき腕                                     |
| 24   | 1972年 6月27日 | ただひたすら、まっすぐにスジを通す           | 雷奇獣 電撃、雷人                                       |
| 25   | 1972年 7月4日  | なま身の自分に賭ける                         | 知能奇獣 午後の日 複顔奇獣 こどもの樹 侵略奇獣 河童星人 |
| 26   | 1972年 7月11日 | 人生は意義ある悲劇だ                         | 奇獣軍団                                                |
| 27   | 1972年 7月18日 | ゆきづまっているからこそ、ひらける           | 神話奇獣 明日の神話 （正義の）ロボット奇獣 重工業T      |
| 28   | 1972年 7月25日 | 自分の運命に盾を突け                         | 奇獣軍団 軍隊奇獣 トランプ 正義奇獣 水差し男爵          |
| 29   | 1972年 8月1日  | いのちを賭けて運命と対決するのだ             | 奇獣軍団                                                |
| 30   | 1972年 8月8日  | 芸術は爆発だ                                 | べらぼう奇獣 太陽の塔                                   |

### 劇場版
設定では「集まれヒーロー!藤映テレビまんがまつり」の一作として30分の中編として製作された特撮映画が、映画館での公開は無く地域の公民館の上映が多かった。以下の4作があるが、実際に放送・公開されたのは『タローマン大統領』、『万博大爆発』のみである。
『タローマン大統領』
「帰ってくれタローマン」で放送された。
『タローマン大迷惑 ~タローマンvs大権威ガ・ダーン~』
1973年に公開された、大権威ガ・ダーンとの共演映画。
『タローマン大噴火』
1975年公開。ポスターが紹介されている。
『大長編タローマン 万博大爆発』
2025年8月22日公開。

### OVA版
1986年にオリジナル・ビデオ・アニメ（OVA）として製作。「スタイリッシュ・デタラメ・アクション」と紹介されたが、内容は当時の流行である美少女とメカのものであり、タローマンの「デタラメ」も“現代の倫理観では考えられないセクハラ”らしい。

## 反響
ティザー映像の再生回数が80万回を超えたと報じられ、放映開始直後からSNSなどに反響のコメントが相次ぎ、愛好者によるイラストなどの二次創作も発表された。こうした反響に、最終回前の時点で10回分をまとめた再放送（2回）が急遽決定した。さらに8月20日・21日には前述の「展覧会 岡本太郎」に併催する形で「タローマンまつり」と称するイベントが開催され、撮影で使用された着ぐるみや、山口一郎所有の放送当時のグッズコレクションと称する小道具などが展示される。12月10日と11日には愛知県大府市のメディアス体育館おおぶで、「タローマンパーク in 大府」がNHKにより開催された。
その後も様々なイベントやグッズ展開が行われ、2025年には後述の劇場映画の公開が発表された。

## 受賞歴
- 第49回放送文化基金賞 エンターテインメント部門 優秀賞（2023年）[66]
- ACC「2023 63rd ACC TOKYO CREATIVITY AWARDS」ブランデッド・コミュニケーション部門 Bカテゴリー 総務大臣賞・ACCグランプリ（2023年）[67]

## 関連番組

### 第22回 わが心の大阪メロディー
NHK総合で放送された音楽番組。2025年に開催予定の日本国際博覧会が大阪で開催されることに関連し、タローマンがミャクミャクと共に生放送に出演した。

### タローマンヒストリア
2022年12月3日に、1972年に制作・放送された番組と設定されている『タローマン』の架空の製作史を題材として「岡本太郎の作品・言葉・思想を学ぶ」という体裁のモキュメンタリー『岡本太郎式特撮活劇 タローマンヒストリア』がNHK総合テレビジョンの10分番組として放映された。井浦新がナビゲーターを務めた。本番組は『展覧会　岡本太郎』東京展（東京都美術館）・愛知展（愛知県美術館）のプロモーション用の企画として作成された。
本作品に至るまで制作されたパイロット版『太陽仮面サンタワー』『太郎侍』『重工業T』や前番組『大権威ガ・ダーン』を含む本作品の架空の歴史を、架空のスタッフや架空のクリエイターに加えて本作品の本放送を見ていたという実在の映像作家である樋口真嗣が（史実における岡本太郎の業績や「太陽の塔」内部における成田亨の役割の紹介を交えて）語る体裁で扱っている。タローマンが出演したという体裁のもと、実際にテレビ放送されていた『あいうえお』（NHK教育テレビ）、『ゲーム ホントにホント?』（NHK）のフォーマットがそのまま流用され、映像が新撮されている。

#### スタッフ
- 取材協力：岡本太郎記念現代芸術振興財団、円谷プロダクション
- 資料提供：海洋堂
- 出演：
  - 井浦新
  - 樋口真嗣
  - タローマン：岡村渉＊
  - マミ隊員： 小笠原皆香
  - 未来を見た：藤本晃世＊
  - ペレス監督：ジョナサン・サンタンデル
- ナレーター：アドレナ・リン、賢太郎[注 4]、マザえもん[注 5]
- 音楽：林彰人
- 制作：NHKエデュケーショナル
- 制作協力：豪勢スタジオ
- 構成・脚本：藤井亮

（出典）

### おやすみタローマン
2023年7月18日午前2時20分 - 午前3時にNHK総合テレビジョンで深夜のフィラー映像として放送された。以降、不定期で放送されている。

### おやすみタローマンと、お知らせの窓辺
2023年7月26日午前2時13分 - 午前3時13分にNHK総合テレビジョンで深夜のフィラー番組『映像散歩』として放送された。上記の「おやすみタローマン」の再放送（放送順入れ替えあり）と、CBG隊員によるNHKプラスのPR番組「お知らせの窓辺」で構成。放送の最後に主題歌のフルコーラス（映像は新録）とタローマンのテレビゲームのプレイ画面が放送された。以降、午前0時頃から午前3時頃までの時間帯に、不定期で放送されている。その後も随時『映像散歩』枠で放送しているが、日によって（特に月曜未明）一部地域で放送設備のメンテナンスが行われる場合、その地域では放送休止になる。

### 帰ってくれタローマン
2023年8月5日の23:00 - 23:29の時間帯で、NHK総合テレビジョンにおいて放映。これを明らかにした藤井亮のTwitterでは「でたらめな未発表映像をすべて出しきる」としている。該当ツイートに付されたタイトル画像では、タイトルはオリジナルとは異なり、主人公の名前が「タローマン」とカタカナ表記である。奇獣「重工業」が登場する「幻の第18話」と、幻の劇場版『タローマン大統領』が扱われることが放映前に告知されていた。前年放映の本編に続いて山口一郎も出演している。

## 映画
『大長編 タローマン 万博大爆発』が2025年8月22日に全国公開予定。

## 関連商品
超復刻版 タローマンかるた（講談社）ISBN 978-4-06-530257-6
2022年12月7日発売。番組中で山口一郎のコレクションとして紹介されたものの「復刻版」と銘打った商品で、番組内などで紹介されなかった「設定」も含まれている。
映像ソフト
TAROMAN 岡本太郎式特撮活劇（Blu-ray Disk：規格品番 NSBS-53494、DVD：規格品番 NSDS-53495）
2022年10月25日から、「展覧会 岡本太郎」東京会場（東京都美術館）にて先行販売（ブルーレイおよびDVD）。一般向けは2023年1月27日販売で、「アクリルブロック付限定版」もリリースされた。
帰ってくれタローマン　～TAROMAN 岡本太郎式特撮活劇～（Blu-ray Disk：規格品番 NSBS-54039、DVD：規格品番 NSDS-54041）
「帰ってくれタローマン」・「おやすみタローマン」・「お知らせの窓辺」のほか、関連番組の「タローマンヒストリア」・「日曜美術館　アートシーン 特別編「展覧会　岡本太郎」」や、「次回予告集」・「樋口真嗣監督インタビュー完全版」も収録。2024年1月26日発売。
書籍『TAROMAN CHRONICLE オフィシャルファンブック』（玄光社） ISBN 978-4-7683-1738-9
藤井亮とNHK『TAROMAN』制作班の共著で、2023年3月2日発売。「全30話のあらすじ」や未登場のキャラクター、関連商品なども掲載されている。
書籍『タローマンなんだこれは入門』（小学館） ISBN 978-4-0922-7277-4
「1972年に発行されていない」入門百科シリーズの復刻版という体裁。藤井亮とNHK『TAROMAN』制作班の共著で、2023年6月28日発売。
このほか単独商品ではないが、児童向け雑誌『てれびくん』2023年2・3月号（2022年12月発売）の附録として「タローマンなりきりお面」が収録された。